# En persona
En persona es un álbum de estudio por el bandoneonista de tango argentino Astor Piazzolla y el poeta uruguayo Horacio Ferrer, grabado y editado en Argentina durante 1970 por el sello RCA Victor. El álbum consiste en recitados escritos y cantados por Ferrer, con el acompañamiento en bandoneón por Piazzolla. Significó el regreso de Piazzolla a la discográfica RCA, el último álbum de estudio para su antiguo sello había sido Piazzolla... o NO? Bailable y apizolado de 1961.

## Historia

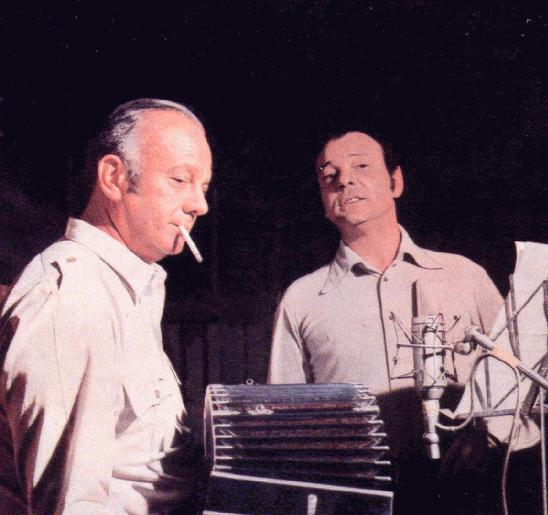
Astor Piazzolla (izquierda) junto a Horacio Ferrer, 1970.

Originalmente el contrato para editar un disco sencillo de «Balada para un loco» pertenecía al sello CBS, pero Astor Piazzolla utilizó el éxito del tema para negociar su regreso a RCA Victor, abandonando al sello Trova. Con el fin de capitalizar el éxito de «Balada para un loco», Astor Piazzolla ya en RCA Victor, grabó y editó rápidamente el álbum En persona, donde Horacio Ferrer recitaba las letras de las canciones, mientras Piazzolla las tocaba solo con bandoneón. Si bien en la contraportada un texto sugería que las grabaciones se hicieron en forma casera y en seis horas, lo cierto es que el álbum se grabó en varias sesiones los días 2, 20 y 23 de octubre de 1970.

## Lanzamiento y reediciones
En persona se editó originalmente en 1970 para Argentina y Uruguay por el sello RCA Victor, y estuvo muchas décadas descatalogado. Recién se reeditó por primera vez en el año 2000 en formato de CD en Japón por el sello BMG, que lo reeditaría en el país posteriormente en 2008. En 2005 el sello RCA nuevamente lo reeditó en Argentina y Europa, en el marco de una serie de «ediciones críticas» de las obras de Astor Piazzolla.

## Lista de temas
Todas las canciones escritas y compuestas por Astor Piazzolla (música) y Horacio Ferrer (letras). 
| Lado A |                            |          |  |
| N.º    | Título                     | Duración |  |
| 1.     | «Fábula para Gardel»       | 4:42     |  |
| 2.     | «Canción de las Venusinas» | 4:42     |  |
| 3.     | «Te quiero che»            | 3:35     |  |
| 4.     | «Chiquilín De Bachín»      | 2:40     |  |
| 5.     | «Balada para él»           | 3:01     |  |

| Lado B |                                   |          |  |
| N.º    | Título                            | Duración |  |
| 1.     | «Balada para mi Muerte»           | 3:19     |  |
| 2.     | «Balada para un Loco»             | 3:19     |  |
| 3.     | «La Última Grela»                 | 3:40     |  |
| 4.     | «Juanito Laguna Ayuda a su Madre» | 2:27     |  |
| 5.     | «Preludio para la Cruz del Sur»   | 5:47     |  |

## Créditos
- Astor Piazzolla - bandoneón y música
- Horacio Ferrer - voz y letras